# 基斯瓦爾山 (雷奈伊省)
9°57′47″S 77°26′21″W / 9.96306°S 77.43917°W
基斯瓦爾山（Kiswar），是秘魯的山峰，位於該國北部安卡什大區，由雷奈伊省負責管轄，屬於內格拉山脈的一部分，該山峰海拔高度4,600米。